# La Niña (caravel·la)
La Niña era una de les dues caravel·les de la flota de tres vaixells amb què Cristòfor Colom va navegar cap a l'oest l'any 1492 i amb què va descobrir per als europeus el continent americà. Els altres vaixells de la flota eren la caravel·la La Pinta i la nau Santa María.
La Niña era una caravel·la de veles llatines que originàriament pertanyia als germans Niño de Moguer, d'aquí el nom amb què fou coneguda, tot i que realment s'anomenava Santa Clara, en honor del monestir de Santa Clara de l'esmentada localitat. Aquesta embarcació, que es va fabricar a la vila de Moguer, va ser elegida pels germans Pinzón perquè era molt maniobrable i la va costejar el consell municipal de Palos.
Les veles de La Niña mancaven de rissos, per la qual cosa no tenien sistema de cordes que permetés reduir la superfície en cas de vent fort. Les eixàrcies que sostenien els pals estaven aferrades als costats del vaixell. La caravel·la no tenia castell de proa, i l'alcàsser era bastant petit.